# Узкоколейная железная дорога Рудница — Голованевск

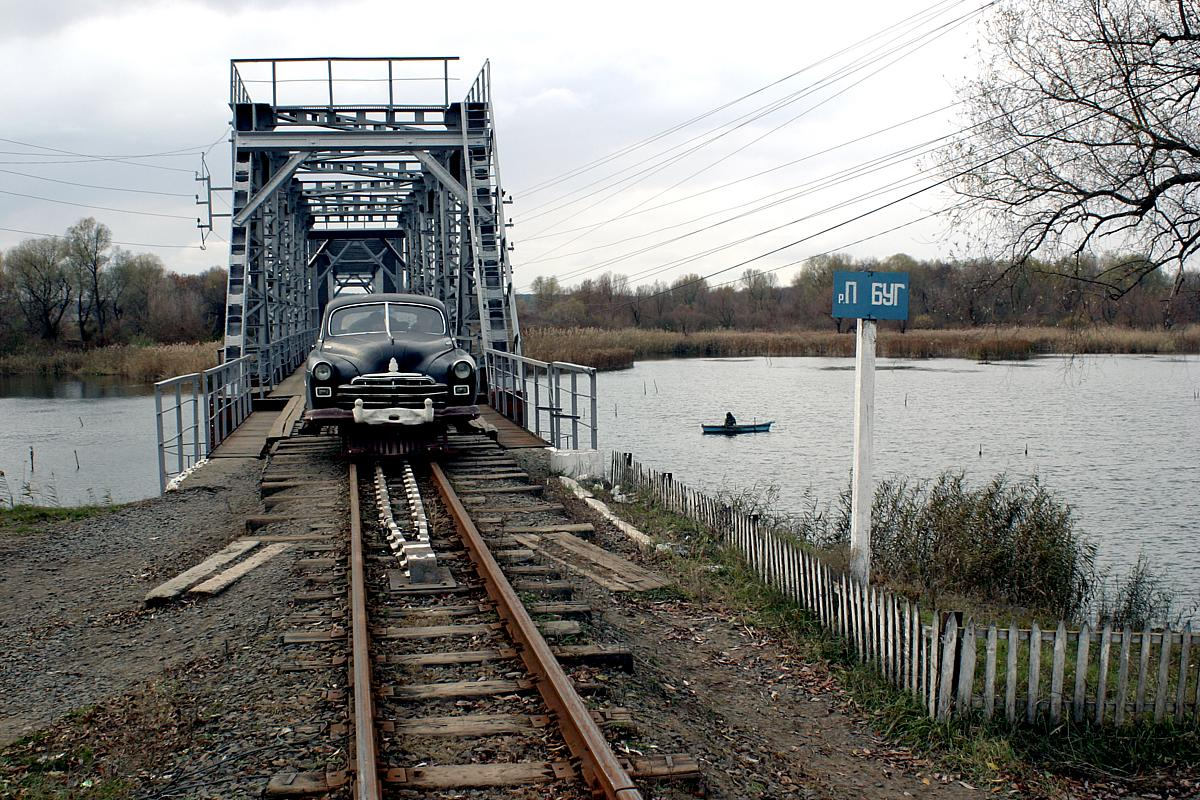
Служебная автомотриса колеи 750 мм на базе автомобиля ЗИМ проезжает по мосту через Южный Буг

Узкоколейная железная дорога Рудница — Голованевск — узкоколейная железная дорога колеи 750 мм в Винницкой и Кировоградской областях Украины. Административно относится к Одесской железной дороге.
Узкоколейка начинается в пгт. Рудница, проходит через города Бершадь и Гайворон и заканчивается в пгт. Голованевск. Общая длина — 130 км. (78 км от Рудницы до Гайворона и 52 км от Гайворона до Голованевска). Имеется регулярное пассажирское движение.
Первая железная дорога этого типа была построена в этой местности в 1899 году в конце XIX века как часть огромной системы узкоколейных дорог, принадлежавших Южному обществу подъездных путей.
Ранее узкоколейная ветвь также проходила от Рудницы в Молдавию на станцию Каменка-Днестровская. Ветвь обслуживало отдельное депо. Движение прекратилось в 1997 г., после чего линия была разобрана.
В конце 80-х начато сооружение параллельной ширококолейки Подгородная — Побужье — Ульяновка — Гайворон. По состоянию на 2002 год широкая колея доведена от Гайворона до Таужни и от Подгородной до Голованевска. Дальнейшие работы по прокладке недостающих 28 км между Голованевском и Таужней прекращены. Официальная разборка 57-километрового участка Подгородная — Голованевск началась весной 2002 года и закончилась к концу лета того же года.
Во время карантина, связанного с распространением коронавирусной инфекции, с марта 2020 года пассажирское движение по узкоколейке было закрыто. 14 октября 2021 года движение пассажирских поездов по участку Рудница-Гайворон восстановлено.
По состоянию на ноябрь 2021 года движение по участку Гайворон — Голованевск (как регулярное, так и нерегулярное) закрыто, в частности по причине аварийного состояния верхнего строения пути.